# Danilo Nikolić
 (octobre 2023).
Si vous disposez d'ouvrages ou d'articles de référence ou si vous connaissez des sites web de qualité traitant du thème abordé ici, merci de compléter l'article en donnant les références utiles à sa vérifiabilité et en les liant à la section « Notes et références ».
Danilo Nikolić, né le 8 avril 1993 à Podgorica en Serbie-et-Monténégro est un joueur professionnel monténégrin de basket-ball. Il évolue au poste de pivot.

## Carrière
Nikolić est formé dans au KK Budućnost Podgorica et fait ses débuts professionnels avec l'équipe monténégrine en 2013. Après une saison en prêt au KK Lovćen Cetinje, en 2014, il rejoint le KK Mega Leks pour deux saisons.
Au cours de la saison 2015-2016, Nikolić marque en moyenne 10,6 points, prend 5,2 rebonds et réalise presque 1 contre dans la Ligue adriatique. En championnat serbe, il marque en moyenne 12,6 points et prend 5,7 rebonds.
Au cours de la saison 2016-2017, il part en Espagne pour jouer pour le Club Basket Bilbao Berri de la Liga ACB.
En 2017, il revient au KK Budućnost Podgorica avec lequel il joue pendant 4 saisons.
Au cours de la saison 2020-2021, il joue en Euroligue.
En juillet 2022, il signe à la JDA Dijon en France, mais le 5 novembre 2022, Nikolić signe à l'Avtodor Saratov. En Russie, ses statistiques moyennes sont de 12,2 points, 5,8 rebonds et un PIR de 14,4.
Le 13 avril 2023, il signe pour l'UCAM Murcia CB en Espagne.
Le 24 septembre 2023, il signe au Limoges CSP en France.